# Michel Dassonville
Michel Dassonville  (* 27. Dezember 1927 in Lille; †  29. November 2012) war ein US-amerikanischer Romanist und Französist französischer Herkunft, der auch in Kanada wirkte.

## Leben
Dassonville ging 1949 nach Kanada und unterrichtete in Bathurst (New Brunswick). Er wurde 1952 an der Universität Laval promoviert mit der Arbeit Pierre de La Ramée (dit Petrus Ramus) et la dialectique en français und lehrte dort. Von 1958 bis 1960 unterrichtete er in Paris (Lycée Massillon und Institut Catholique). Dann ging er an die University of Texas at Austin und war dort von 1963 bis 1993 Professor für Französisch.

## Werke
- Comment écrire une dissertation littéraire. Conseils pratiques aux futurs bacheliers, Québec, Presses de l'Université Laval, 1955.
- (Hrsg.) Octave Crémazie (1827–1879), Œuvres choisies, Montréal/Paris, Fides, 1956.
- L'analyse de texte, Québec, Presses de l'Université Laval, 1957.
- (Hrsg.) Louis-Honoré Fréchette, Textes choisis, Montréal/Paris, Fides, 1959.
- Initiation à la recherche littéraire, Québec, Presses de l'Université Laval, 1961.
- (Hrsg.) Louis Fréchette, Mémoires intimes, Montréal/Paris, Fides, 1961.
- (Hrsg.) Pierre de La Ramée, Dialectique (1555), Genf, Droz, 1964.
- Ronsard. Etude historique et littéraire, 5 Bde., Genf, Droz, 1968–1990.
  - Les enfances Ronsard (1536–1545), 1968
  - À la conquête de la Toison d'or (1545–1550), 1970
  - Prince des poètes ou poète des princes (1550–1556), 1976
  - Grandeurs et servitudes  (1556–1565), 1981, 1985
  - "Un brasier sous la cendre" (1565–1575), 1990
- (Hrsg. mit anderen)  Ronsard et l'imaginaire, Florenz, Olschki, 1986.
- (Hrsg. mit Enea Balmas) Théâtre français de la Renaissance, 15 Bde., Florenz, Olschki, 1986–2012.
- (Hrsg.) Ronsard et Montaigne, écrivains engagés?, Lexington, Ky, French forum, 1989.